# Wilhelm Schuster
Wilhelm Robert Georg Schuster (* 10. Juni 1888 in Grabow; † 15. März 1971 in Berlin) war ein deutscher Germanist, Bibliothekar und Verbandsfunktionär.

## Ausbildung und Wirken in Berlin
Wilhelm Schuster war der Sohn eines Apothekers. Er besuchte das Friedrichs-Gymnasium in Frankfurt an der Oder, das er 1907 mit dem Abitur verließ. Danach studierte er Germanistik, Altphilologie und Philosophie an Universitäten in Göttingen, Berlin und Kiel. Während seines Studiums wurde er 1907 Mitglied der Burschenschaft Alemannia Göttingen. Nach der Promotion 1913 an der Kieler Universität bestand er Anfang 1914 das Staatsexamen. Im April desselben Jahres ging er an das Germanische Seminar der Universität Hamburg. Hier arbeitete er als Volontär-Assistent bei Conrad Borchling. Trotz Borchlings Versprechen, ihn Anfang 1915 als besoldeten Assistenten anzustellen, meldete sich Schuster im August 1914 freiwillig zum Kriegsdienst. Er verließ die Armee zum 1. Januar 1919 als Leutnant der Reserve und diente zuvor vermutlich kurzzeitig in einem Freikorps.
Da Borchling die zugesagte Assistentenstelle an der Hamburger Universität anderweitig besetzt hatte, wechselte Schuster als Volontär an die Universitätsbibliothek Halle. Wenig später zog er nach Göttingen und beteiligte sich als Zeitfreiwilliger des Studentenbataillons am Ruhraufstand. 1919/20 gehörte er der DNVP an. Im Juli 1920 ging er als wissenschaftlicher Hilfsarbeiter für drei Monate an die Stadtbibliothek Schwerin, deren Leiter Erwin Ackerknecht einen großen Einfluss auf ihn hatte. Zum 1. Oktober 1920 nahm der Bibliothekar eine neue Stelle beim Verband Oberschlesischer Volksbüchereien in Gleiwitz an. Schuster beteiligte sich an den  Kämpfen zwischen Freischärlern um die Region und erhielt dafür den Schlesischen Adler II.
Während des Aufenthalts in Gleiwitz heiratete Schuster am 1. Juli 1922 die Bibliothekarin Elfriede Luise Auras, mit der er einen Sohn hatte. Im selben Jahr übernahm er die Leitung des Verbandes der Deutschen Volksbüchereien für Polnisch-Schlesien und Galizien in Kattowitz. In dieser Position in den „besetzten Gebieten“ zeigte er großes Engagement für die deutsche Kultur und redigierte die Zeitung Schaffen und Schauen. Außerdem erweiterte er die öffentlichen Büchereien umfangreich. Eine Verhaftung und Anklage aufgrund mutmaßlichen Hochverrats 1924 endete mit einem Freispruch.
1926 wechselte Schuster an die Stadtbibliothek Berlin unter der Leitung von Gottlieb Fritz (1873–1934). 1928 übernahm er von Fritz den Vorsitz des Verbands Deutscher Volksbibliothekare und wurde am 1. April 1929 zu dessen Stellvertreter in der Berliner Bibliothek ernannt. Im Verband nahm er rege an Diskussionen teil und gestaltete die Verbandszeitung Bücherei und Bildungspflege mit, die mit den Heften für Büchereiwesen aus Leipzig konkurrierte. Ab 1927 gab er die Zeitung mit heraus und verfasste viele Aufsätze, in denen er das allgemeine Volksbüchereiwesen und speziell das Problem der „Grenzlandbüchereien“ behandelte. Neben Buchrezensionen referierte er und sammelte in Listen mögliche Neuanschaffungen der Bibliotheken für diverse Themengebiete oder regte an, derartige Listen zu erstellen. Innerhalb des Verbandes sah man Schuster als Vermittler zwischen den Bibliothekaren aus Stettin und den „Leipzigern“ an.

## Wirken in den Hamburger Bücherhallen
Nach dem plötzlichen Tod Otto Plates im November 1930, der die Hamburger Bücherhallen geleitet hatte, übernahm Schuster am 1. April 1931 das Amt des Direktors der Einrichtung. Die Bücherhallen hatten zu dieser Zeit mehrere Probleme: neben steigender Arbeitslosigkeit und Inflation konnten die Öffnungszeiten aus Kostengründen nicht beibehalten und der Betrieb nur durch erhöhte Beiträge gesichert werden. Außerdem musste Mitarbeitern gekündigt werden und das bestehende Personal länger arbeiten. Die Verwaltung der Bücherhallen galt als deutlich überholt, Lesehallen für Kinder und Jugendliche existierten nicht. Die größte Nachfrage bestand nach Lesezimmern für Arbeitslose. Als die Probleme zunahmen, forderte Schuster, den Zugang zu beschränken, auch, um die zahlreichen Erwerbslosen nicht länger bedienen zu müssen. Zudem organisierte Schuster, dass Bücherhallen Werke der „Neuen Rechten“ ankauften.

## Wirken als nationalsozialistischer Verbandsfunktionär 1933–1945
Unmittelbar nach der Machtergreifung bot sich Schuster bereitwillig den Nationalsozialisten an. Während der 18. Leitersitzung der Bücherhallen am 18. März 1933, bei der noch keine „Schwarzen Listen“ existierten, verfügte er, dem Regime nicht genehme Werke aus den Beständen der Bücherhallen zu entfernen. Mitte April 1933 schrieb er in Hamburger Zeitungen, welche Aufgaben die Volksbüchereien im Deutschen Reich grundsätzlich übernehmen sollten. Außerdem erstellte er Listen, die unter anderem beispielhaft Literatur aufführten, die aus Schulbibliotheken entfernt werden sollte. Im Mai 1933 trat er der NSDAP bei.
Im August 1933 richtete er die Volksbibliothek in Eppendorf, die sich im Holthusenbad befand, als reine Freihandaufstellung neu ein. Mit dieser für Bücherhallen neuen Aufstellungsform orientierte er sich am Beispiel englischer public libraries. Ende November 1933 nahmen die Bücherhallen an der Deutschen Buchmesse in Hamburg teil. Diese fand im Museum für Kunst und Gewerbe statt und folgte nationalsozialistischen Ansprüchen.
Gemeinsam mit Wolfgang Herrmann gab Schuster im September 1933 vor Kollegen anlässlich der 7. Jahresversammlung des Verbands deutscher Volksbibliothekare eine Erklärung ab. Beide sagten, dass in den meisten Bibliotheken nahezu keine unerwünschte Literatur zu finden sei. Die deutschen Volksbüchereien hätten „immer schon einen Kampf gegen Literatentum und Asphaltliteratur für das echtbürtige Schrifttum“ geführt, so die Bibliothekare.
Schuster schwor in einer mit „Bücherei und Nationalsozialismus“ überschriebenen Ansprache die Teilnehmer auf ihre Aufgabe „als Bilder am Volke und Erzieher zum Volke“ ein und vertrat zudem die Auffassung, dass die Volksbüchereien fachlich dem Reichserziehungsministerium unter Leitung von Bernhard Rust unterstehen sollten. Als Verbandsvorsitzender stellte er es als seine persönliche Errungenschaft dar, dass dieser Wechsel 1935 vollzogen wurde.

## Rückkehr nach Berlin ab 1934
Schuster erhielt Rufe in mehrere Gremien und wechselte daher nach Berlin, wo er am 1. Mai 1934 von Gottlieb Fritz die Leitung der Stadtbibliothek sowie der Bibliotheksschule übernahm. Eine seiner ersten Amtshandlungen dort war die Entlassung des Dozenten Hermann Stresau, weil dieser Schusters Drängen, als Voraussetzung für eine Weiterbeschäftigung in die SS oder SA einzutreten, nicht nachgab.
Im August 1939 meldete sich Schuster, der immer Kontakte mit ehemaligen Soldaten aus der Kaiserzeit gepflegt hatte, zum Kriegsdienst. Von September bis Dezember 1939 war er am Einmarsch in Polen beteiligt und kämpfte von Mai bis September 1940 beim Westfeldzug in Frankreich. Während der Besetzung des Landes versuchte er, Literatur für die Bibliothek in Berlin beschlagnahmen zu lassen, an die er anschließend zurückkehrte. Im Januar 1945 wurde er zum Volkssturm abkommandiert und erlitt Ende April 1945 schwere Verletzungen. Mit großen gesundheitlichen Problemen kam er im August 1946 aus sowjetischer Kriegsgefangenschaft nach Berlin zurück.

## Tätigkeit nach 1945
Als „faschistisch belastet“ hatte Schuster seine Direktorenstelle in Abwesenheit 1945 verloren. Mitte 1948 stellte er einen Antrag zur Entnazifizierung, dem 1949 auch entsprochen wurde. Seine Arbeit als damaliger Direktor für den Erhalt und Ausbau der Volksbüchereien wurde gelobt, insbesondere auch die Rettung sekretierter Bücher aus dem Bestand der Berliner Stadtbibliotheken. Schusters Zielrichtung, die Volksbüchereien zur nationalsozialistisch orientierten Volksbildung zu instrumentalisieren, tat dem Antrag keinen Abbruch. Ganz offensichtlich ist, dass er in seinem damaligen Engagement eigennützig und karriereorientiert handelte. Bis heute wird ihm vorgehalten, vorauseilenden Gehorsam gezeigt zu haben.
Von 1950 bis zum Ruhestand 1953 lehrte er erneut an der Bibliotheksschule. Zu seinem 70. Geburtstags erschien 1959 eine Festschrift, in der Schusters proaktive nationalsozialistische Verstrickungen mit keinem Wort Erwähnung finden.

## Publikationen von Wilhelm Schuster in Auswahl
- 'Im Kampf um die Jugendschrift', Stettin, Verl. „Bücherei und Bildungspflege“ 1927 (Sonderdruck aus: Bücherei und Bildungspflege ; 7.1927, H. 2)
- 'Wanderbüchereien für den freiwilligen Arbeitsdienst', Stettin, Verlag Bücherei und Bildungspflege 1932 (Sonderdruck aus: Bücherei und Bildungspflege ; 12.1932,4)
- 'Zeitgeist und Literaturpädagogik', Stettin, Verl. „Bücherei u. Bildungspflege“ 1930 (Bücherei und Bildungspflege. Beihefte ; 10)
- 'Das neue deutsche Volksbüchereiwesen', in: Zentralblatt für Bibliothekswesen (Bd. 53, 1936: 144–154)
- 'Neue Aufgaben der wissenschaftlichen Stadtbibliotheken', in: Zentralblatt für Bibliothekswesen (Bd. 53, 1936: 542–552)